# Morti nel 1034
| Questa pagina contiene informazioni ricavate automaticamente dalle voci biografiche con l'ausilio del template Bio e di un bot. L'aggiornamento è periodico e automatico e ricostruisce completamente la pagina. Se manca una persona in questa lista, sei pregato di non aggiungerla, ma accertati piuttosto che la sua voce biografica contenga il template Bio e che i dati anagrafici siano correttamente compilati. Se il template Bio manca, inseriscilo tu stesso o, in alternativa, metti l'avviso {{tmp\|Bio}} che ne segnala la mancanza. Se i dati riportati sono sbagliati, correggi direttamente la voce biografica; le modifiche saranno visibili in questa lista entro pochi giorni. Per chiarimenti vedi il progetto biografie. La lista contiene solo le 14 persone che sono citate nell'enciclopedia e per le quali è stato implementato correttamente il template Bio. Pagina aggiornata al 13 gen 2025. |

- 21 febbraio - Havoise di Normandia, nobildonna francese
- 21 marzo - Azzo di Lotaringia, nobile tedesco
- 11 aprile - Romano III Argiro, imperatore bizantino (n. 968)
- 10 maggio - Miecislao II di Polonia, re (n. 990)
- 9 novembre - Ulrico di Boemia, sovrano boemo
- 19 novembre - Teodorico I di Lusazia, nobile tedesco
- 25 novembre - Malcolm II di Scozia, re
- Ademaro di Chabannes, monaco cristiano francese (n. 989)
- Alrico, vescovo italiano
- Amlaíb mac Sitriuc II, re norrena
- Elena Scleraina, nobile bizantina
- Eustazio Romano, giudice e giurista bizantino
- Matilde di Franconia, principessa tedesca
- Olderico Manfredi II, nobile franco